# Bni Gmil
Bni Gmil (franska: Bni Gmil (CR), Bni Gmil (Commune Rurale), arabiska: بني جميل) är en kommun i Marocko.   Den ligger i provinsen Al Hoceïma och regionen Tanger-Tétouan-Al Hoceïma, i den nordöstra delen av landet, 250 km nordost om huvudstaden Rabat. Antalet invånare är 9 461.